# Разлєв
Разлєв (хорв. Razljev) — населений пункт у Хорватії, в Загребській жупанії у складі громади Криж.

## Населення
Населення за даними перепису 2011 року становило 131 осіб.
Динаміка чисельності населення поселення:

## Клімат
Середня річна температура становить 10,90 °C, середня максимальна – 25,30 °C, а середня мінімальна – -6,08 °C. Середня річна кількість опадів – 846 мм.
| Клімат поселення                              | Клімат поселення | Клімат поселення | Клімат поселення | Клімат поселення | Клімат поселення | Клімат поселення | Клімат поселення | Клімат поселення | Клімат поселення | Клімат поселення | Клімат поселення | Клімат поселення | Клімат поселення |
| Показник                                      | Січ.             | Лют.             | Бер.             | Квіт.            | Трав.            | Черв.            | Лип.             | Серп.            | Вер.             | Жовт.            | Лист.            | Груд.            |                  |
| Середній максимум, °C                         | 6,52             | 8,62             | 13,17            | 17,48            | 22,24            | 25,30            | 24,41            | 23,79            | 19,93            | 14,91            | 9,52             | 5,23             |                  |
| Середня температура, °C                       | 0,23             | 2,30             | 6,89             | 11,20            | 15,94            | 19,00            | 20,64            | 20,02            | 16,18            | 11,14            | 5,76             | 1,46             |                  |
| Середній мінімум, °C                          | −6,08            | −3,97            | 0,57             | 4,89             | 9,64             | 12,71            | 16,89            | 16,25            | 12,43            | 7,39             | 2,00             | −2,29            |                  |
| Норма опадів, мм                              | 50               | 48               | 55               | 66               | 76               | 90               | 77               | 80               | 77               | 78               | 84               | 65               |                  |
| Середньомісячна швидкість вітру, м/с          | 1.94             | 2.19             | 2.59             | 2.40             | 2.20             | 2.02             | 2.00             | 1.80             | 1.80             | 1.90             | 2.00             | 1.99             |                  |
| Середньомісячна сонячна радіація, кДж/м²·день | 4183             | 6908             | 10691            | 15181            | 19403            | 21307            | 22370            | 19508            | 14367            | 8891             | 4664             | 3389             |                  |
| --------------------------------------------- | ---------------- | ---------------- | ---------------- | ---------------- | ---------------- | ---------------- | ---------------- | ---------------- | ---------------- | ---------------- | ---------------- | ---------------- | ---------------- |
| Джерело:                                      |                  |                  |                  |                  |                  |                  |                  |                  |                  |                  |                  |                  |                  |